# Charpentier C-1
Il Charpentier C-1 fu un monoplano francese per il trasporto della posta, caratterizzato dalla formula ad ala volante, rimasto allo stato di prototipo.

## Storia del progetto
Nel 1929 il progettista aeronautico Jean Charpentier brevettò il progetto per un velivolo bimotore caratterizzato dalla formula ad "avion-aile". All'inizio degli anni trenta del XX secolo il governo francese emise il requisito per un aereo trimotore per il trasporto della posta.
In risposta a questo requisito, all'inizio del 1933 Charpentier firmò con il governo francese un contratto per la costruzione di un prototipo di un aereo da costruirsi secondo il concetto di ala volante.  Non disponendo di infrastrutture industriali per la costruzione dell'aereo, che doveva avvenire sotto la sua direzione, Charpentier si rivolse alla Société des avions Caudron. Il prototipo fu costruito ad Issy-les-Moulineaux tra il febbraio e il 12 ottobre 1933, data in cui uscì dalle officine.

## Descrizione tecnica
Designato Charpentier C-1, il velivolo era costruito interamente in legno, e rivestito di metallo e tela. La propulsione era affidata a tre motori in linea a movimento alternativo Hispano-Suiza 6Pa a 6 cilindri, raffreddati a liquido, eroganti la potenza di 100 CV, ed azionanti eliche bipala a passo fisso. Uno dei motori era installato al centro davanti all'ala, mentre le gondole allungate degli altri due formavano delle travi a cui erano fissati posteriormente i timoni di coda. I radiatori di raffreddamento erano posti sulla superficie inferiore dell'ala.
Il carrello di atterraggio era  triciclo anteriore retrattile. Le gambe principali rientravano nelle gondole motori ripiegandosi all'indietro, mentre il ruotino di coda era fisso. L'equipaggio, formato da due persone, era ospitato in due abitacoli separati, aperti, protetti solo da un parabrezza, sistemati affiancati uno a destra e uno a sinistra del motore centrale. Gli ipersostentatori si trovavano tra i due timoni, in posizione centrale, mentre gli alettoni uno per ciascuna semiala.

## Impiego operativo
Il 15 ottobre, a Buc, durante prove di rullaggio che avvenivano a velocità sempre più elevate, il pilota Quatremarre non riuscì a controllare la macchina e l'aereo uscì di pista rimanendo gravemente danneggiato. Il pilota uscì indenne dall'abitacolo.
Per mancanza di mezzi finanziari i collaudi non ripresero fino al gennaio 1935. Incaricato delle prove, che si dovevano svolgere a Etampes-Mondésir, fu il pilota collaudatore sergente maggiore Poivre. Una mattina Poivre diede piena potenza alla macchina e decollò, ma sfortunatamente il velivolo non rispose ai comandi e si schiantò al suolo ribaltandosi. Poivre uscì dall'incidente solo con qualche livido ma l'aereo andò completamente distrutto.
Nonostante altri progetti elaborati, tra cui il trimotore C-2 e il caccia pesante 310C1, alcuni dei quali arrivarono fino al modello in galleria del vento, e altri brevetti, non fu costruito nessun velivolo che portasse il nome di Charpentier.

### Fonti
1. ↑  Aviafrance.
2. 1 2 3 4 5 6 7 8 9 10 11 12 13 14 15 16 17  Уголок неба.
3. 1 2 3 4 5  Nurflugel.
4. 1 2  Macquette 72.